# Resolución 2055 del Consejo de Seguridad de las Naciones Unidas
La resolución 2055 del Consejo de Seguridad de las Naciones Unidas, adoptada por unanimidad el 29 de junio de 2012, después de reafirmar las resoluciones 1540 (2004), 1673 (2006), 1810 (2008) y 1977 (2011) y recordando la decisión de la resolución 1977 de prorrogar el mandato del Comité establecido en la resolución 1540 hasta el 25 de abril de 2021, el Consejo solicitó al Secretario General aumentar el número de expertos del grupo mencionado en la resolución 1977 hasta un máximo de nueve expertos.